# Uromyces pisi-sativi
Espèce
Synonymes
- Aecidium euphorbiae Pers.[2]
- Aecidium euphorbiarum DC.[2]
- Puccinia laburni DC.[2]
- Puccinia loti Kirchn.[2]
- Puccinia pisi DC.[2]
- Uredo anthyllidis Grev.[2]
- Uredo appendiculata var. genistae-tinctoriae Pers.[2]
- Uredo appendiculata var. pisi Pers.[2]
- Uredo appendiculata var. pisi-sativi Pers.[2]
- Uredo astragali Opiz[2]

Uromyces pisi-sativi, agent de la rouille du pois, est une espèce de champignons phytopathogènes. Il vit surtout sur des espèces de plantes de la famille des Fabaceae, en particulier dans les genres Pisum et Lathyrus.

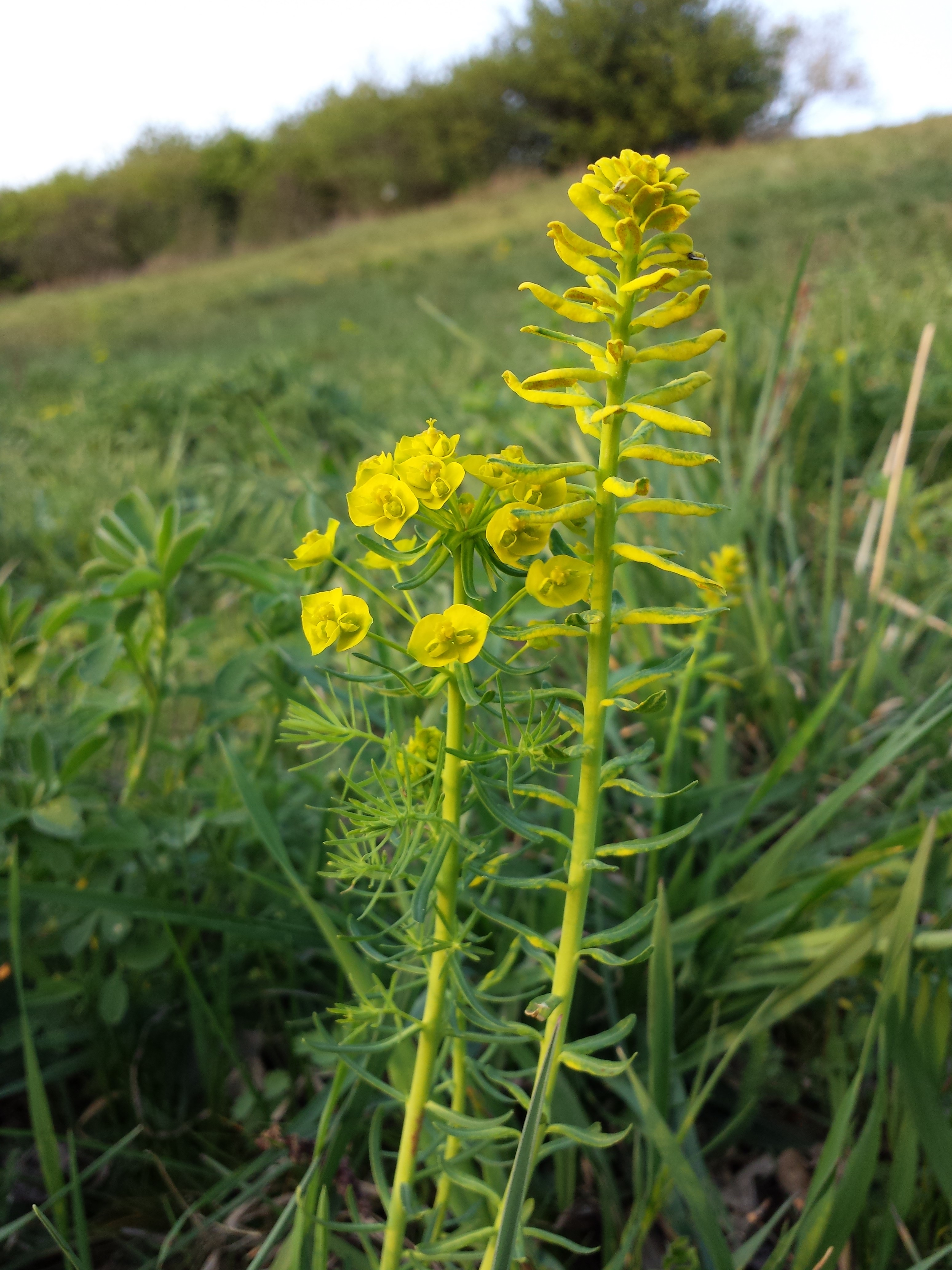
Euphorbe avec une tige saine, à gauche, et une tige infestée, à droite.

On le trouve aussi sur l'euphorbe petit-cyprès, Euphorbia cyparissias, dont il transforme radicalement l'aspect. Les tiges infestées ne sont pas ramifiées, portent des feuilles entières et ne fleurissent pas. Le bouquet terminal en pseudofleur est collant car il produit un nectar fongique. Autrement dit, le champignon utilise la plante pour assurer sa reproduction. On observe les sores sur la face inférieure des feuilles.
Comme de nombreuses « rouilles », Uromyces pisi-sativi est une espèce hétéroécique (ou diécique) dont le cycle de vie se déroule sur un hôte principal (une Fabaceae) et un hôte secondaire, en l'occurrence Euphorbia cyparissias, sur lequel se forment les écidiospores (stade écidien).